# Karl Johan Pettersson
Karl Johan Pettersson, född den 22 juni 1855 i Arboga stadsförsamling i Västmanland, död den 13 januari 1921, var en svensk missionär som verkade inom Svenska Missionsförbundets (SMF) kongomission i Nedre Kongo (Bas-Congo) i dåvarande Fristaten Kongo. Han var den tredje missionären som reste till Kongo. De två första var Carl Johan Engvall (1858-1936) i juli 1881 och Nils Westlind (1854-1895) i mars 1882. 

## Biografi
K. J. Pettersson ägnade sig åt lantbruksarbete till sitt 24:e år, genomgick sedan missionsskolan i Kristinehamn åren 1879-1882. Avskildes till missionär den 24 februari 1882 och avreste omedelbart därefter till England, där han stannade några veckor för språkstudier. Reste från England till Kongo och Mukimbungu den 22 april 1882. Snart efter ankomsten blev han huvudsakligen ansvarig för att grunda missionsstationen Lukunga (Mukimuika) vid floden med samma namn. Under den perioden verkade de första svenska missionärerna under brittiska Livingstone Inland Mission (LIM) och stationen Lukunga tillhörde därför LIM snarare än SMF. Den brittiske missionären Charles Ingham och hans fru tog över i Lukunga efter Pettersson i december 1882.
Han återkom till Sverige i maj 1886 och studerade sedan i sex månader vid Londons hospital och Morfields ögonklinik innan han återvände till Kongo den 27 april 1887. Han grundade missionsstationen Kibunzi 1888 och Londe 1892-1893 (senare kallad Matadi). Enligt Elisa Nkambulu, lärare vid Kibunzi stationsskola, kallade man K. J. Pettersson för Tata Mayedo på grund av hans långa skägg. Han återkom till Sverige den 22 april 1895, reste därefter till Kongo för tredje gången den 27 juni 1897 och återkom till Sverige i maj 1900. Från 1900 var han anställd som Svenska Missionförbundets reseombud för yttre missionen, tills han i augusti 1917 tillträdde platsen som föreståndare för Missionärsbarnens Hem på Lidingö.
Han skrev om sin tid som missionär men hann inte klart innan han dog. Hans arbete gavs ut postumt 1923 som "Äventyr i Centralafrika, del I och II" med en kort efterskrift av Josef Wilhelm Håkanson och skildrar tiden fram till 1885.

## Svenska Missionsförbundet
Svenska Missionsförbundet (senare Svenska Missionskyrkan) beslöt 1880 att börja mission i Kongo. Missionen blev självständig 1884 efter 5 års samarbete med Livingstone Inland Mission. Man arbetade bl.a. med att utarbeta ett skriftspråk för kikongo och översätta Bibeln till detta språk. Under åren 1881-1911 sändes över 100 missionärer till Kongo. 

## Familj
K. J. Pettersson gifte sig den 27 juni 1894 i Kongo med Augusta Arvidsdotter Ståhl (1862-1950) och de fick barnen Karl Johan (1895-1959), Klara Maria (1896-1928) och Josef Emanuel Pettersson Vennermalm (1898-1971). 

Fotografiet taget i Kongo. Ur boken "Äventyr i Centralafrika" från 1923.